# Asmundtorps landskommun
Asmundtorps landskommun var en tidigare kommun i dåvarande Malmöhus län.

## Administrativ historik
Kommunen bildades i Asmundtorps socken i Rönnebergs härad i Skåne när 1862 års kommunalförordningar trädde i kraft. 
Vid kommunreformen 1952 uppgick kommunen i Rönneberga landskommun som upplöstes 1969 då denna del uppgick i Landskrona stad som 1971 ombildades till Landskrona kommun.

## Politik

### Mandatfördelning i Asmundtorps landskommun 1938-1946
| 10 | 7 |

| 15 |

| 9 | 8 |

| 16 |

| 9 | 8 |

| 16 |